# Kostrovo
Kostrovo (em russo:  Кострово) é uma localidade rural (uma vila) na zona de Golovinskoye no distrito de Sudogodsky, Vladimir Oblast, Rússia. A população era de 3 em 2010.